# Deest
Deest é uma cidade na municipalidade de Druten, na província de Guéldria, nos Países Baixos, e está situada a 9 km ao sul de Wageningen.
Em 2005, a cidade de Deest tinha uma população estimada em 1.760 habitantes, com aproximadamente 606 residências em sua área urbana de 0.49 km².